# Tatjana Malinina

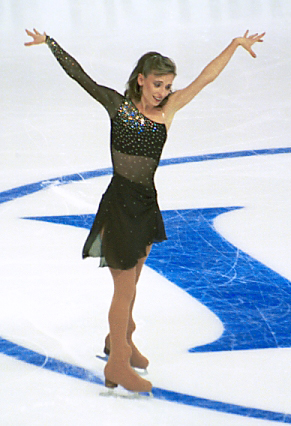
Tatjana Malinina (2006)

Tatjana Walerjewna Malinina (russisch Татьяна Валерьевна Малинина, usbekisch Tatyana Valerievna Malinina; * 28. Januar 1973 in Nowosibirsk, Russische SFSR, Sowjetunion) ist eine ehemalige usbekische Eiskunstläuferin russischer Herkunft. 

## Karriere
Ihr Vater ist ein Eiskunstlauftrainer und Eistänzer. Bei ihm trainierte sie 18 Jahre lang. Ihre Mutter war Turnerin. Sie hat auch einen Bruder.
Ihre weiteren Trainer waren Igor Xenofontow und Roman Skornjakow. Sie zog als Teenager nach Taschkent um und lebte dort, seit 1998 trainierte sie allerdings in Dale City, Virginia, USA und im Sommer auch in Prag. Sie startete für den Alpomisch Sport Klub.
Die Saison 1998/1999 war ihre mit Abstand erfolgreichste. Sie gewann das Grand-Prix-Finale sowie die erstmals ausgetragene Vier-Kontinente-Meisterschaft, wodurch sie auch erste Medaillengewinnerin bei einer ISU-Meisterschaft für Usbekistan wurde. Bei der Weltmeisterschaft 1999 verpasste sie mit Rang vier nur knapp eine Medaille.
Im Januar 2000 heiratete sie ihren langjährigen Trainingspartner Roman Skornjakow. Ihr gemeinsamer Sohn Ilia Malinin wurde ebenfalls Eiskunstläufer und tritt für die USA an.

## Erfolge/Ergebnisse (Einzellauf)

### Olympische Winterspiele
- 1998 – 8. Rang
- 2002 – wegen Grippe zurückgezogen

### Weltmeisterschaften
- 1993 - 31. Rang
- 1994 – 21. Rang
- 1995 – 23. Rang
- 1996 – 13. Rang
- 1997 – 17. Rang
- 1998 – 14. Rang
- 1999 – 4. Rang
- 2000 – 18. Rang
- 2001 – 13. Rang
- 2002 – 15. Rang

### Vier-Kontinente-Meisterschaften
- 1999 – 1. Rang
- 2000 – 7. Rang
- 2001 – 4. Rang
- 2002 – 10. Rang

### Usbekische Meisterschaften
- 1993 – 1. Rang
- 1994 – 1. Rang
- 1995 – 1. Rang
- 1996 – 1. Rang
- 1997 – 1. Rang
- 1998 – 1. Rang
- 1999 – 1. Rang
- 2000 – 1. Rang
- 2001 – 1. Rang
- 2002 – 1. Rang